# 臺灣西部平原

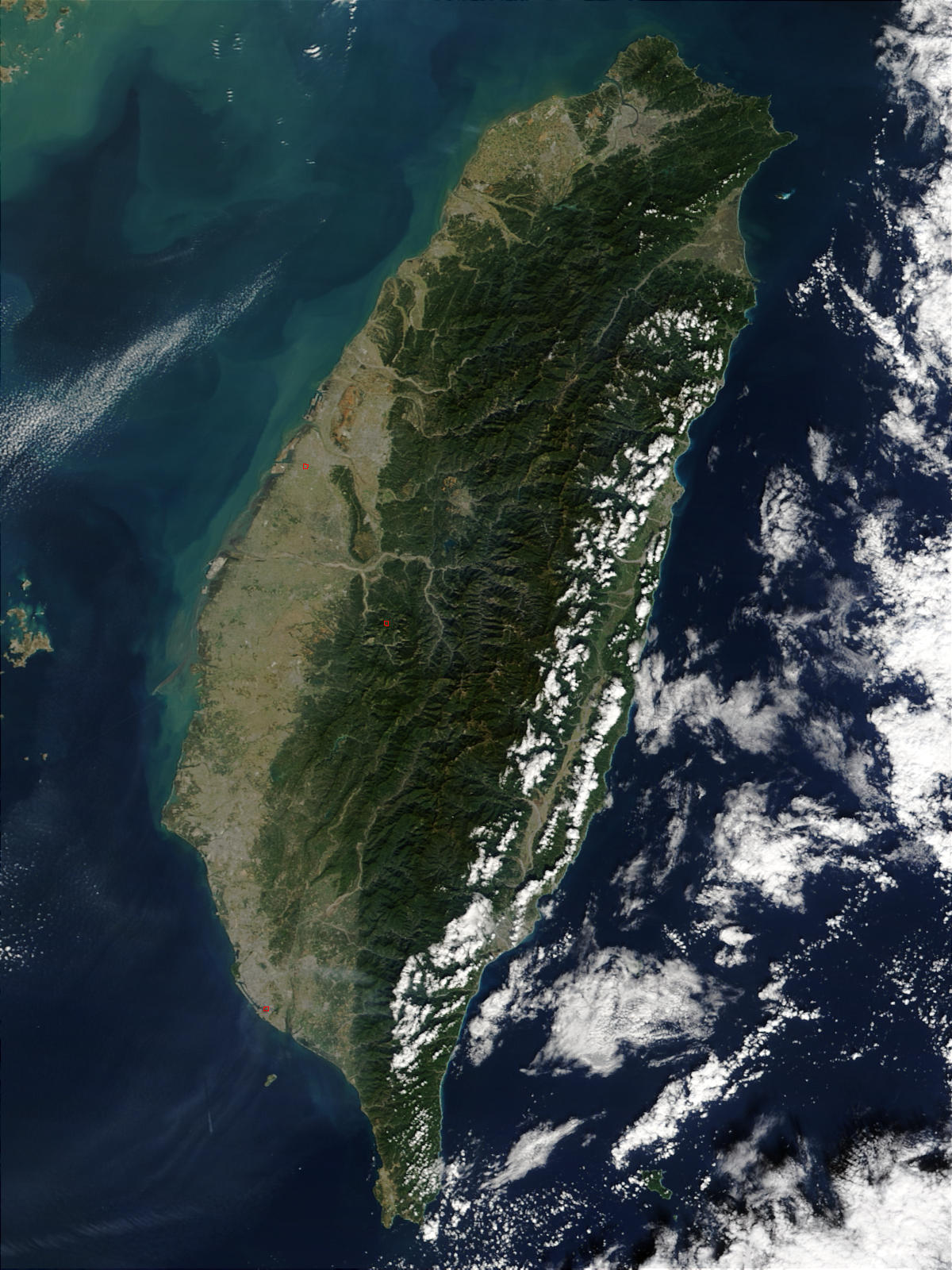
臺灣的平原集中在西部，以中部的濁水溪沖積扇、西南部的嘉南平原為廣闊。

臺灣西部平原指的是位在臺灣西部的海岸平原，全長約二百四十公里，最寬處約是四十五公里。主要由屏東平原和嘉南平原構成，北起臺中海岸線、彰化縣，南至高雄市、屏東縣。北部狭长，南部宽广。臺灣西部平原是浊水溪、大肚溪、北港溪、八掌溪、曾文溪等河之沖積扇组成的沖積平原。

## 文獻
1. ↑  . 徐歷鵬老師教學網頁.   [2018-04-07]. （原始内容存档于2018-04-08） （中文）.
2. ↑  . cnki.com.cn.   [2018-04-07]. （原始内容存档于2018-04-08） （中文）. 岛上多为丘陵山地,在岛的东部海岸地带多是悬崖峭壁,只有宜兰、花莲、台东等地有小片的冲积平原;而在岛的西部沿海地区却有一片面积比较宽广的低平地区,自北向南延伸,北部狭窄,南部较宽,面积占全岛的25%左右,土地肥沃,水热条件好,一向是台湾省的重要农业区,这就是台湾西部平原。台湾西部平原海拔均在200米以下,在地理上可分为三大片:台南平原、屏东平原以及北部沿海小平原和台中、台北盆地。
3. ↑  邱燁, 陳書翊, 章琪, 導遊領隊人員. . 新北市: 千華數位文化. 2017: 111-113. ISBN 978-986-487-019-6 （中文（臺灣））.
4. ↑  郭大玄.  51. 台北市: 台灣五南圖書出版股份有限公司. 2005: 52-53. ISBN 978-957-11-3845-9 （中文（臺灣））.
5. ↑  . webgis.sinica.edu.tw. 1999-06-28  [2018-04-08]. （原始内容存档于2018-05-15） （中文）.
6. ↑  陳美伶. . 中央大學地球物理研究所學位論文. 2006-01-01: 1–110  [2018-04-08]. （原始内容存档于2018-04-08） （中文）.
7. ↑  李盈潔. . 臺北大學都市計劃研究所學位論文. 2013-01-01: 1–136  [2018-04-08]. （原始内容存档于2018-04-08） （中文）.